# ФК Дунав Стари Бановци
ФК Дунав Стари Бановци је српски фудбалски клуб из Старих Бановаца, Општина Стара Пазова. Клуб је основан 1936. и тренутно се такмичи у Војвођанској фудбалској лиги Југ, четвртом такмичарском нивоу српског фудбала. 
ФК Дунав је у сезони 2010/11. заузео 1. место у Војвођанској лиги Запад и тако прошао у виши ранг, Српску лигу Војводина. У сезони 2011/12. успео је да избори опстанак у трећем по рангу такмичењу у Србији. Њихов вечити ривал је ФК Омладинац Нови Бановци

## Новији резултати
| Сезона   | Ранг | Лига                   | Позиција | ИГ | Д  | Н | П  | ГД | ГП | ГР  | Бод | Куп                  |
| -------- | ---- | ---------------------- | -------- | -- | -- | - | -- | -- | -- | --- | --- | -------------------- |
| 2009/10. | 5    | ПФЛ Сремска Митровица  | 1.       | 30 | 20 | 4 | 6  | 52 | 18 | +34 | 64  | Није се квалификовао |
| 2010/11. | 4    | Војвођанска лига Запад | 1.       | 30 | 21 | 3 | 6  | 67 | 23 | +44 | 66  | Није се квалификовао |
| 2011/12. | 3    | Српска лига Војводина  | 6.       | 30 | 12 | 5 | 11 | 34 | 31 | +3  | 41  | Није се квалификовао |
| 2012/13. | 3    | Српска лига Војводина  | 4.       | 30 | 13 | 7 | 10 | 33 | 38 | -5  | 46  | Шеснаестина финала   |
| 2013/14. | 3    | Српска лига Војводина  | 5.       | 30 | 13 | 7 | 10 | 42 | 29 | +13 | 46  | Није се квалификовао |
| 2018/19. | 3    | Српска лига Војводина  | 10.      | 32 | 11 | 8 | 13 | 45 | 53 | -8  | 41  | Није се квалификовао |
| 2019/20. | 3    | Српска лига Војводина  | 16.      | 17 | 2  | 3 | 12 | 16 | 41 | -25 | 9   | Није се квалификовао |